# Baudilio Palma

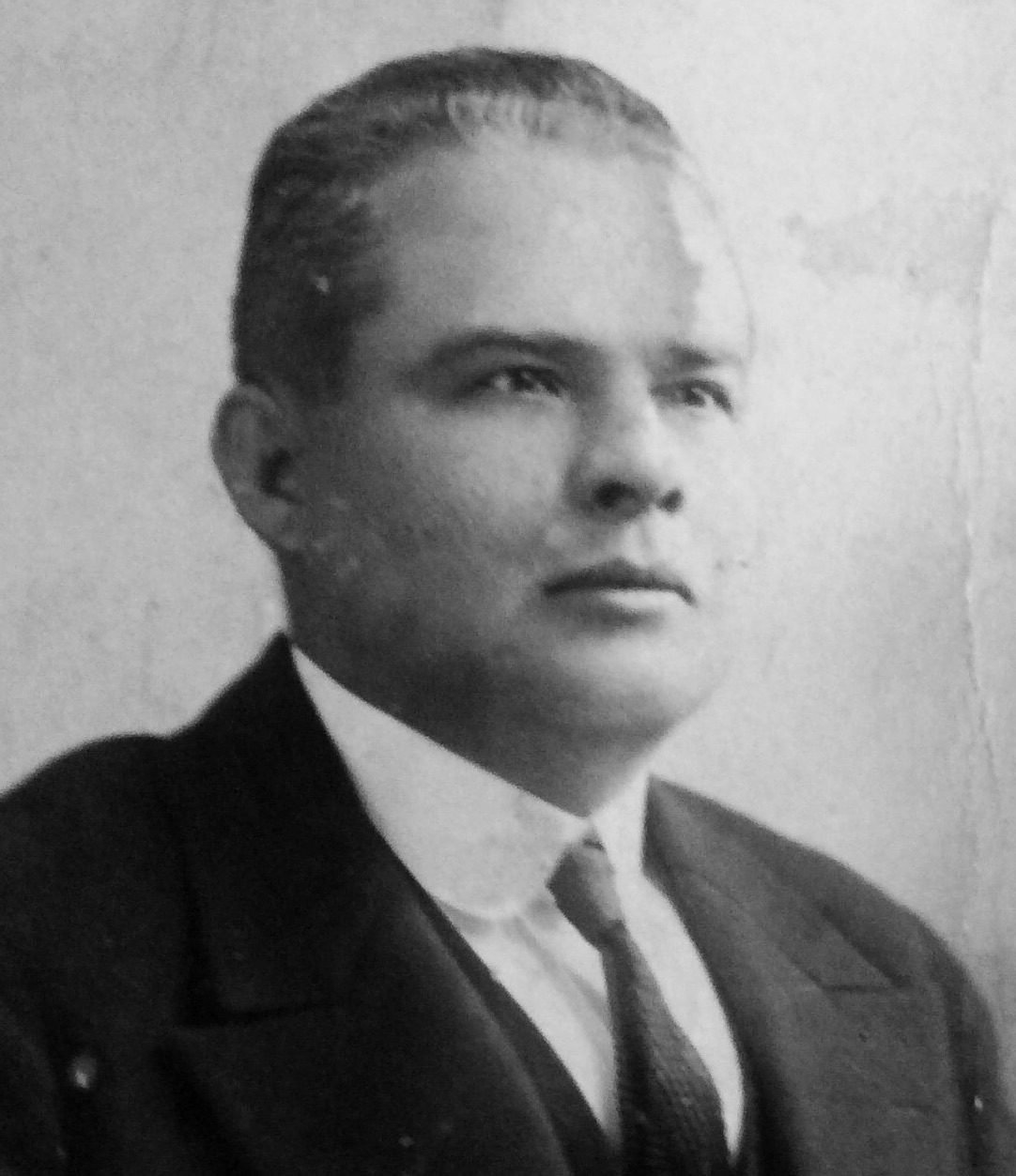
Baudilio Palma (1923)

Baudilio Palma (* 1880; † 17. Dezember 1930 in Guatemala-Stadt) war vom 13. bis zum 17. Dezember 1930 Präsident von Guatemala.

## Leben
Baudilio Palma war im Regierungskabinett von Lázaro Chacón González Finanzminister und zweiter Stellvertreter des Präsidenten.
Da Chacón an Hemiplegie der rechten Seite litt, nahm Palma geschäftsführend die Aufgaben des Präsidenten wahr.
Am 13. Dezember 1930 wurde vom Parlament das Rücktrittsgesuch von Chacón angenommen und Palma als sein Nachfolger bestätigt. Am 16. Dezember 1930 wurde die Präsidentschaft von Palma von US-Präsident Herbert C. Hoover in einem Telegramm diplomatisch anerkannt.
Am 17. Dezember 1930 drang der Kommandant des Cuartel de Matamoros, General Manuel María Orellana Contreras, betrunken mit Pistolen in den Fäusten von ein paar Soldaten begleitet in den Amtssitz des Präsidenten ein und zwang Baudilio Palma, sein Rücktrittsgesuch zu schreiben.
Bei dieser Besetzung wurden 57 Menschen teilweise tödlich verletzt. Über den weiteren Verbleib von Palma gibt es widersprüchliche Angaben. Eine Version lässt ihn über die Botschaft des Vereinigten Königreiches in die Botschaft El Salvadors fliehen. Eine andere Version lässt ihn beim Gesandten des Deutschen Reichs Zuflucht nehmen. Es ist nicht wahrscheinlich, dass Orellana Palma lebend aus dem Amtssitz des Präsidenten entließ. Der erste Stellvertreter von Chacón, General Mauro de León, war zum Zeitpunkt der Annahme des Rücktrittes von Chacón Kriegsminister, was ihn nach der Verfassung von Guatemala von der Übernahme des Präsidentenamtes ausschloss, ihn aber nicht davor bewahrte, dass er im Zuge des Sturzes von Palma ermordet wurde.
Manuel María Orellana Contreras Usurpation des Präsidentenamtes wurde von der US-Regierung unter Herbert Hoover nicht anerkannt. Der US-Botschafter Sheldon Whitehouse drohte mit einer Invasion der US-Marines, falls bis Ende 1930 kein verfassunggemäßer Präsident bestellt sei.
Am 31. Dezember 1930 nahm das Parlament das Rücktrittsgesuch von Palma an. Das Rücktrittsgesuch wurde von Abgeordneten der Partido Liberal Progresista von Jorge Ubico Castañeda unterzeichnet.
Anschließend bestellte das Parlament den ersten, zweiten und dritten Stellvertreter für Manuel María Orellana Contreras. Erster Stellvertreter wurde der Abgeordnete und Notar José María Reina Andrade. Zweiter Stellvertreter und Kriegsminister wurde der notorische Ubico-Anhänger General José Reyes. Dritter Stellvertreter wurde der Jefe Político von Zacapa, General Rodrigo G. Solórzano.